# Reticulocephalis gyrosus
Reticulocephalis gyrosus är en svampart som beskrevs av Benny, R.K. Benj. & P.M. Kirk 1992. Reticulocephalis gyrosus ingår i släktet Reticulocephalis och familjen Sigmoideomycetaceae.   Inga underarter finns listade i Catalogue of Life.